# 量宏科技
量宏科技（InVisage Technology）是一家无厂半导体公司，以QuantumFilm技术而闻名，其感測技術能提升手機等空間有限的裝置的成像功能。公司总部位于加利福尼亚门洛帕克。

## 历史
量宏科技由该公司现任CTO、多伦多大学教授Ted Sargent创立。他在多倫多大學的實驗室中開發發射器和接收器時，發現了特別靈敏的接收器，這成為了InVisage QuantumFilm技術的基礎。隨後，Sargent獲得了該技術的權利，並於2006年10月創立了量宏科技，該公司將該技術應用於手機相機。 2007 年，豪威科技前副總裁Jess Lee加入量宏科技擔任公司執行長。Syrus Madavi於2012年加入量宏科技，擔任公司董事會主席。
2013 年 2 月，该公司宣布获得由纪源资本 (GGV Capital)领投的2000万美元D轮融资，其中诺基亚成长合伙人（Nokia Growth Partners）成为新投资者，该公司预计在2014第二季度开始销售带有传感器的设备。
2017年11月9日，报道称苹果公司收购了量宏科技。

## QuantumFilm技术
QuantumFilm技术涉及制作薄膜来覆盖手机相机中使用的图像传感器，使其能够捕获更多光线，从而提高所拍摄图像的质量。典型的相机手机像素传感器由多层组成，其中一层彩色塑料或玻璃充当滤色器，位于将硅电子晶体管连接在一起的几层金属顶部，而金属层本身又位于传感器的电子晶体管和光电探测器使用的硅层之上。传入传感器的光线必须穿过金属层才能到达硅层，而硅属于弱光吸收体，因此传感器只能检测到构成图像的光线约 25%。 QuantumFilm在芯片顶部放置了一层半导体晶体（称为量子点），这样设计使得芯片能够在更小的空间中吸收更多的光，放置更多的像素，并创建更清晰的图像。 
使用量子点比传统的硅基图像传感器芯片更有效地捕获光线（捕获90-95%的光线），从而使传感器在低光下具有更高的灵敏度和更高的分辨率。传统图像传感器从上到下读取图像（当拍摄对象移动时可能会产生模糊图像），而量子点会同时检测整个图像，从而减少失真的机会。
量宏科技拥有与QuantumFilm技术开发及其光电设备应用相关的专利。 

## 奖项
2010年，量宏科技的QuantumFilm技术荣获《华尔街日报》技术创新奖。  2011年，该公司凭借QuantumFilm技术荣获国际影像工业协会（I3A）VISION 2020影像创新金奖。